# 御所市
御所市（ごせし）は、奈良県の中部に位置する市。

## 概要
市名の由来は、当地に勢力を持っていた巨勢氏の「こせ」が転じた説や、当地にある三室山の「三室」が「御室」、「御諸」、「御所」と転じたとする説、市内を流れる葛城川に5つの瀬があったとする説、孝昭天皇の「御諸」が「御所」に変わったとする説が挙げられている。奈良県内で一番人口が少ない市である。

## 地理

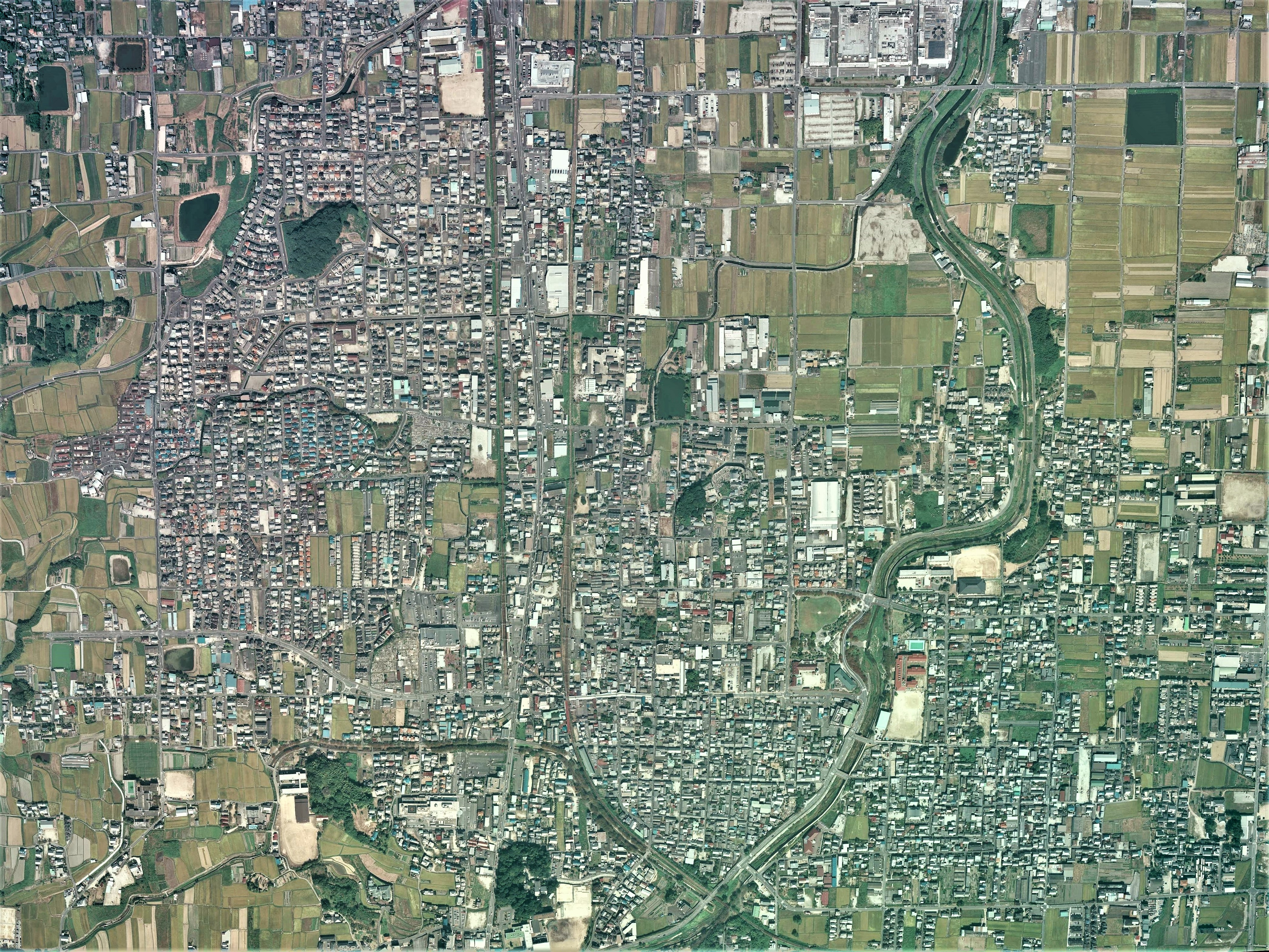
御所市中心部周辺の空中写真。
2011年10月9日撮影の4枚を合成作成。。

奈良盆地の西南端に位置し、西には大和葛城山、金剛山が聳え立つ。南は風の森峠を越えれば、五條市となる。中心部は「大字」による地名がなく、番地のみの住所となっている（郵便番号では通称の町名を使用）。

## 歴史
古代の大和国葛上郡の地で、古瀬付近は高市郡巨瀬郷に属した。江戸時代後期に永井家が櫛羅地域に櫛羅藩陣屋を設けたことでも知られている。
鴨都波神社、一言主神社、名柄神社、高鴨神社、葛木御歳神社など数多くの延喜式内社を残し、室大墓をはじめ古代遺跡も豊富。古代豪族葛城氏の本拠地であり、近年も2004年に極楽寺ヒビキ遺跡が、2009年には秋津遺跡が発見された。水平社運動発祥の地である。
2022年6月23日、大阪地方検察庁特捜部は、御所市が発注した火葬場建設工事をめぐる入札妨害事件の関係先として市役所を家宅捜索した
。

### 沿革
- 1958年（昭和33年）3月31日 - 南葛城郡御所町・葛村・葛上村・大正村が合併して発足。市章を制定[6]。これにより、南葛城郡が消滅。
- 1977年（昭和52年）4月1日 - 大字重阪字内谷の一部・大字内谷字内谷の一部を五條市に編入。
- 2004年（平成16年）5月 - 市長選挙が告示されたが、他に立候補者がなく、前川正が2期連続無投票で3選を決めた。

### 市域の変遷
| 明治22年 | 明治30年 | 大正4年  | 昭和29年 | 昭和30年 | 昭和31年 | 昭和33年 | 現在   |
| -------- | -------- | -------- | -------- | -------- | -------- | -------- | ------ |
| 奈良県   |          |          |          |          |          |          |        |
| 葛上郡   | 南葛城郡 | 南葛城郡 | 南葛城郡 | 南葛城郡 | 南葛城郡 | 御所市   | 御所市 |
| 御所町   | 御所町   | 御所町   | 御所町   | 御所町   | 御所町   | 御所市   | 御所市 |
| 秋津村   |          |          | 御所町   | 御所町   | 御所町   | 御所市   | 御所市 |
| 掖上村   |          |          |          | 御所町   | 御所町   | 御所市   | 御所市 |
| 葛村     |          |          |          |          |          | 御所市   | 御所市 |
| 櫛羅村   | 櫛羅村   | 大正村   | 大正村   | 大正村   | 大正村   | 御所市   | 御所市 |
| 楢原村   |          | 大正村   | 大正村   | 大正村   | 大正村   | 御所市   | 御所市 |
| 鎌田村   |          | 大正村   | 大正村   | 大正村   | 大正村   | 御所市   | 御所市 |
| 三室村   |          | 大正村   | 大正村   | 大正村   | 大正村   | 御所市   | 御所市 |
| 東松本村 |          | 大正村   | 大正村   | 大正村   | 大正村   | 御所市   | 御所市 |
| 西松本村 |          | 大正村   | 大正村   | 大正村   | 大正村   | 御所市   | 御所市 |
| 小林村   |          | 大正村   | 大正村   | 大正村   | 大正村   | 御所市   | 御所市 |
| 竹田村   |          | 大正村   | 大正村   | 大正村   | 大正村   | 御所市   | 御所市 |
| 吐田郷村 | 吐田郷村 | 吐田郷村 | 吐田郷村 | 吐田郷村 | 葛上村   | 御所市   | 御所市 |
| 葛城村   |          |          |          |          | 葛上村   | 御所市   | 御所市 |

## 行政
- 市長: 山田秀士

| 代 | 氏名     | 就任年月日     | 退任年月日    | 備考              |
| -- | -------- | -------------- | ------------- | ----------------- |
| １ | 岸本清隆 | 1958年4月      | 1959年1月     |                   |
| ２ | 今井増一 | 1974年4月      | 1978年4月     |                   |
| ３ | 和田保信 | 1978年4月      | 1978年10月    | 任期6ヶ月         |
| ４ | 芳本甚二 | 1978年10月     | 1996年6月     | 5期途中まで勤めた |
| ５ | 前川正   | 1996年6月      | 2008年6月15日 | 3期12年勤めた     |
| ６ | 東川裕   | 2008年6月16日  | 2024年9月30日 | 6期途中まで勤めた |
| ７ | 山田秀士 | 2024年10月20日 |               |                   |

- 市議会: 議員定数13人[8]

なお、衆議院議員選挙の選挙区は「奈良県第3区」、奈良県議会議員選挙の選挙区は「御所市選挙区」（定数：1）となっている。

## 経済

### 金融機関
- 南都銀行　御所支店（大字無し・小字大広町）、掖上支店（柏原）、吉野口支店（戸毛）

### 農業協同組合（JAならけん）
- 御所支店（大字無し）
- 御所経済センター（豊田）
- 掖上支店（柏原）
- 秋津支店（室）
- 御所葛支店（古瀬）
- 葛城支店（五百家）

### 日本郵政グループ
（※2014年6月現在）
- 日本郵便株式会社

- 御所郵便局（大字無し・小字栄町）　＝　集配局。
- 御所大正郵便局（櫛羅＝くじら）
- 御所柳田（やなぎだ）郵便局（柳田町）
- 御所寺内郵便局（大字無し・小字代官町）
- 名柄郵便局（増＝まし）

- 御所掖上（わきがみ）郵便局（柏原）
- 御所葛（くず）郵便局（戸毛＝とうげ）
- 御所吉野口郵便局（古瀬＝こせ）
- 御所葛城郵便局（五百家＝いうか）
- 秋津簡易郵便局（室）

※ 秋津簡易郵便局を除く各郵便局にはゆうちょ銀行のATMが設置されており、御所郵便局ではホリデーサービスを実施。
御所市内の郵便番号は「639-22xx」「639-23xx」（いずれも御所郵便局の集配担当）となっている。

## 地域

### 人口
| |                                        |  |
| 御所市と全国の年齢別人口分布（2005年） | 御所市の年齢・男女別人口分布（2005年） |  |
| ■紫色 ― 御所市 ■緑色 ― 日本全国 | ■青色 ― 男性 ■赤色 ― 女性              |  |
| 御所市（に相当する地域）の人口の推移 \| 1970年（昭和45年） \| 35,987人 \| \| \| 1975年（昭和50年） \| 37,554人 \| \| \| 1980年（昭和55年） \| 37,387人 \| \| \| 1985年（昭和60年） \| 36,693人 \| \| \| 1990年（平成2年） \| 36,644人 \| \| \| 1995年（平成7年） \| 36,119人 \| \| \| 2000年（平成12年） \| 34,676人 \| \| \| 2005年（平成17年） \| 32,273人 \| \| \| 2010年（平成22年） \| 30,287人 \| \| \| 2015年（平成27年） \| 26,868人 \| \| \| 2020年（令和2年） \| 24,096人 \| \| |                                        |  |
| 総務省統計局 国勢調査より |                                        |  |
| 1970年（昭和45年） | 35,987人                               |  |
| 1975年（昭和50年） | 37,554人                               |  |
| 1980年（昭和55年） | 37,387人                               |  |
| 1985年（昭和60年） | 36,693人                               |  |
| 1990年（平成2年） | 36,644人                               |  |
| 1995年（平成7年） | 36,119人                               |  |
| 2000年（平成12年） | 34,676人                               |  |
| 2005年（平成17年） | 32,273人                               |  |
| 2010年（平成22年） | 30,287人                               |  |
| 2015年（平成27年） | 26,868人                               |  |
| 2020年（令和2年） | 24,096人                               |  |

奈良県統計

- 2007年10月1日現在 :　31,255人
- 人口増加率（2002年→2007年） : -7.6%

### 県の施設
- 薬事指導所
- 御所浄水場
- 高田警察署御所警察庁舎

### 教育

アザレアホール（御所市立図書館・御所市文化ホール）

- アザレアホール（御所市立図書館・御所市文化ホール）

#### 高等学校
- 奈良県立御所実業高等学校（玉手）
- 奈良県立青翔高等学校※中高併設（大字無し・小字宮前町）

#### 中学校
- 奈良県立青翔中学校※中高併設（大字無し・小字宮前町）
- 御所市立御所中学校（大字無し・小字柿ヶ坪町）
- 御所市立大正中学校（三室）
- 御所市立葛上中学校（佐田）

#### 小中一貫校
- 御所市立葛小中学校（樋野）

#### 小学校
- 御所市立御所小学校（大字無し・小字旭町）
- 御所市立大正小学校（櫛羅）
- 御所市立掖上小学校（東寺田）
- 御所市立秋津小学校（池之内）
- 御所市立名柄小学校（名柄）
- 御所市立葛城小学校（林）

## 交通

### 鉄道・索道
- 西日本旅客鉄道（JR西日本）
  - 和歌山線：御所駅 - 玉手駅 - 掖上駅 - 吉野口駅
- 近畿日本鉄道（近鉄）
  - 御所線：近鉄御所駅
  - 吉野線：葛駅 - 吉野口駅
  - 葛城山ロープウェイ：葛城登山口駅 - 葛城山上駅
- 中心となる駅：御所駅、近鉄御所駅

### 路線バス
- 奈良交通 - 橿原市・大和高田市・葛城市・御所市・五條市・十津川村・田辺市・新宮市の2県8市町村にまたがる八木新宮特急バスを運行するほか、近隣への路線を運行する。
  - 八木新宮特急バス・やまかぜ
    - 大和八木駅 - 医大病院前 - 高田市駅 - 忍海駅 - 近鉄御所駅 - かもきみの湯 - 五條BC - 五条駅 - 賀名生 - 城戸 - 大塔支所 - 上野地 - 十津川村役場 - 十津川温泉 - 道の駅奥熊野 - 本宮大社前 - 川湯温泉 - 日足 - 新宮駅

  - 近鉄大和高田駅 - 天神橋 - 高田市駅 - 忍海駅 - 近鉄御所駅 - かもきみの湯 - 五條BC
  - 近鉄御所駅 - 葛城ロープウェイ前
- 御所市コミュニティバス

#### 高速バス
- やまと号（奈良交通・関東バス）：バスタ新宿（東京） - 近鉄御所駅（夜行）

### 道路

#### 自動車専用道路
- 京奈和自動車道（大和御所道路）：御所IC - 御所南IC

#### 一般国道
- 国道24号
- 国道168号
- 国道309号

#### 県道
- 主要地方道
  - 奈良県道30号御所香芝線（山麓線）
- 一般県道
  - 奈良県道116号大和高田御所線
  - 奈良県道118号御所高取線
  - 奈良県道120号五條高取線
  - 奈良県道133号戸毛久米線
  - 奈良県道162号御所停車場線
  - 奈良県道211号兵庫柏原線
  - 奈良県道212号玉手茅原線
  - 奈良県道213号櫛羅御所線
  - 奈良県道215号古瀬小殿線
  - 奈良県道261号西佐味中之線

## 観光

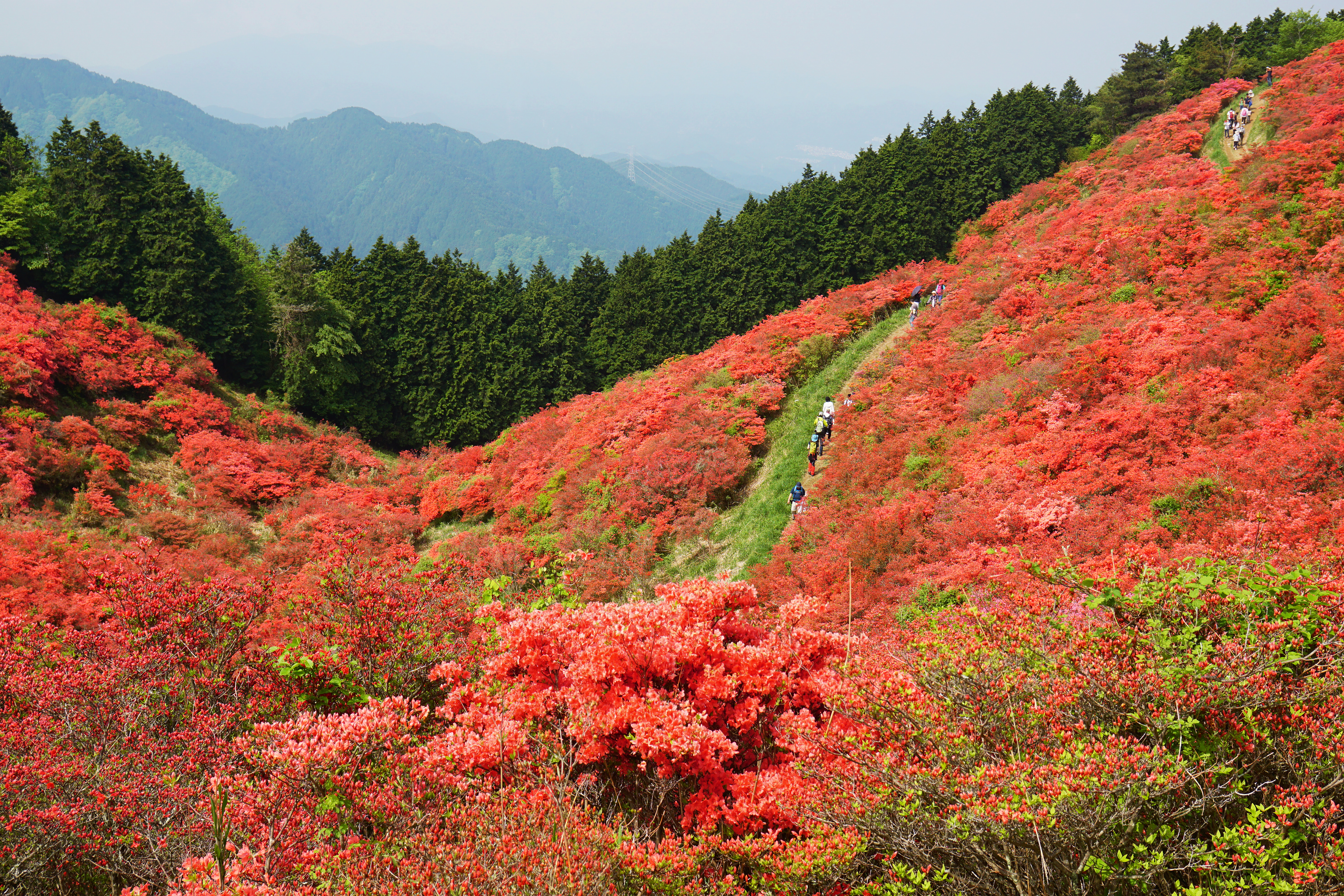
大和葛城山自然ツツジ園

### 名所
- 葛城古道
- 大和葛城山
- 金剛山
- 中井家住宅

### 旧跡
- 巨勢山古墳群
- 櫛羅陣屋南門  : 民家に移築

### 社寺
- 九品寺 : 櫛羅陣屋玄関の移築遺構
- 葛城一言主神社
- 長柄神社
- 高天彦神社
- 高鴨神社
- 鴨都波神社
- 鴨山口神社
- 葛木御歳神社
- 葛木水分神社
- 圓照寺

### 施設
- かもきみの湯

### キャラクター
御所市では「ゴセンちゃん」と名付けたマスコットキャラクターを制定し、市のPRに使用している。ゴセンちゃんは、葛城山と金剛山をモチーフにした緑色の髪に、市の花であるツツジの髪飾りと、注連縄をデザインしたカチューシャを着けており、「神の使い」という設定になっている。

## 出身著名人

### 政治家・官僚
- 奥野誠亮 - 自治官僚、衆議院議員、文部大臣、法務大臣、国土庁長官
- 前川喜平 - 文部科学官僚
- 吉川元偉 - 外交官

### 経済人
- 喜多又蔵 - 元日本綿花社長、相場師
- 竹村幸造 - アーバンリサーチ創業者・社長

### 医師
- 榎本住 - 幕末・明治期の女医。戸毛に記念碑あり。

### 歴史上の人物
- 役小角 - 修験道の開祖

### 社会運動家
- 川口正志 - 部落解放運動家
- 阪本清一郎 - 部落解放運動家、全国水平社中央委員会議長、部落解放同盟中央委員
- 坂本清俊 - 柏原や奈良県内の自主的部落改善運動の中心
- 西光万吉 - 部落解放運動家、全国水平社の創始者の一人
- 山田孝野次郎 - 部落解放運動家

### 文化人
- 辻村史朗 - 陶芸家
- 増田裕司 - 将棋棋士
- 六田知弘 - 写真家

### 芸能人
- 田中星児 - 歌手
- 石野桜子 - お笑い芸人、怪談師

### スポーツ選手
- 磐石博文 - 大相撲力士
- 中村真人 - 元プロ野球選手・東北楽天ゴールデンイーグルス
- 吉村禎章 - 元プロ野球選手・読売ジャイアンツ一軍作戦コーチ
- 上村恭生 - 高校野球指導者・元智辯学園高等学校監督
- 藤井勘一郎 - 競馬騎手。オーストラリア、シンガポールで活躍し、2019年より日本の中央競馬に在籍。
- 平岡卓 - スノーボード選手

### ゆかりの著名人
- 堺屋太一 - 小説家・作家、評論家、元通産官僚、経済企画庁長官（第55〜57代）、元内閣特別顧問。先祖の商人の本拠（父の実家）が名柄にある。
- 永井家宗家 : 櫛羅藩主

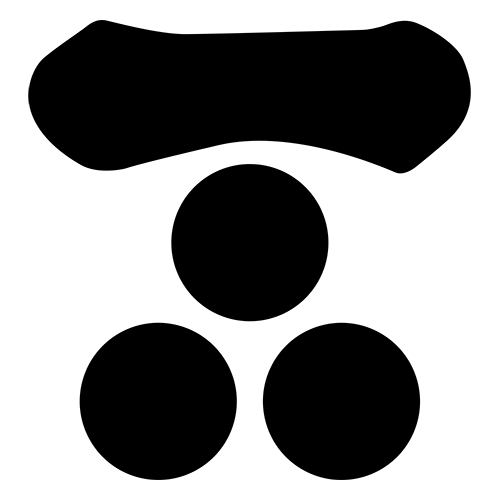
一文字三星（櫛羅藩主永井家家紋）